# 赵壁子夏庙
赵壁子夏庙是一座古建筑，建于明清时期，位于山西省晋中市平遥县东泉镇赵壁村。
2011年11月30日，赵壁子夏庙公布为平遥县文物保护单位。2021年8月4日，赵壁子夏庙公布为第六批山西省文物保护单位。